# Stáj
Stáj (en allemand : Stai, précédemment : Stallern) est une commune du district de Jihlava, dans la région de Vysočina, en République tchèque. Sa population s'élevait à 190 habitants en 2024.

## Géographie
Stáj se trouve à 7 km au sud-est de Polná, à 18 km au nord-est de Jihlava et à 120 km au sud-est de Prague.
La commune est limitée par Polná au nord, par Rudolec et Bohdalov à l'est, par Arnolec au sud, et par Dobroutov à l'ouest.

## Histoire
La première mention écrite de la localité date de 1298.